# Wahlenbergia erecta
Wahlenbergia erecta är en klockväxtart som först beskrevs av Albrecht Wilhelm Roth och Schult., och fick sitt nu gällande namn av Tuyn. Wahlenbergia erecta ingår i släktet Wahlenbergia och familjen klockväxter. Inga underarter finns listade i Catalogue of Life.